# Großer Preis von Ungarn 1994
Der Große Preis von Ungarn 1994 (offiziell X Marlboro Magyar Nagydij) fand am 14. August auf dem Hungaroring in Mogyoród statt und war das zehnte Rennen der Formel-1-Weltmeisterschaft 1994.

## Berichte

### Hintergrund
Nach dem Großen Preis von Deutschland führte Michael Schumacher in der Fahrerwertung mit 27 Punkten vor Damon Hill und mit 39 Punkten vor Gerhard Berger. In der Konstrukteurswertung führte Benetton-Ford mit 15 Punkten vor Ferrari und mit 24 Punkten vor Williams-Renault.
Benetton und McLaren hatten an diesem Wochenende beide Probleme, die die FIA nach dem Großen Preis von Deutschland festgestellt hatte. Benetton war beunruhigt über das Ergebnis des hitzigen Boxenstopps von Jos Verstappen auf dem Hockenheimring, der dadurch verursacht wurde, dass das Team einen Filter aus dem Kraftstoffsystem entfernte. Die FIA ging davon aus, dass sich ein Stück Schmutz in einem Ventil der Düse festsetzen konnte, was dazu führte, dass der Kraftstoff auf die Karosserie auslief. Die FIA kritisierte heftig das Design der Treibstoffanlage, deren Nutzung die FIA mit den Reglementänderungen von allen Teams verlangt hatte. McLaren war beunruhigt über das Ergebnis, als Mika Häkkinen wegen eines Unfalls in der ersten Runde des Großen Preises von Deutschland eine Rennsperre erhielt und durch Philippe Alliot ersetzt wurde, der seinen ersten Grand Prix seit dem Großen Preis von Frankreich im Vorjahr bestritt, sich aber gedreht hatte. Während des ersten Trainings kam er von der Rennstrecke ab und musste Martin Brundles Auto übernehmen. Dies brachte dem Chef der Peugeot-Technik und seinem französischen Landsmann Jean-Pierre Jabouille keine große Befriedigung, der sich seit mehreren Monaten aktiv dafür eingesetzt hatte, dass das McLaren-Management Brundle durch Alliot ersetzte.
Olivier Beretta bestritt seinen letzten Grand Prix.
Mit Hill (einmal) trat ein ehemaliger Sieger zu diesem Grand Prix an.

### Qualifying
Es gab zwei Qualifikationstrainings, jeweils eines am Freitag und eins am Samstag. Der Großteil der Fahrer fuhr am Samstag seine Bestzeit. Die Pole-Position sicherte sich dabei Schumacher vor Hill und David Coulthard. Beide Pacific-Ilmor scheiterten wieder an der Qualifikation.

### Rennen
Obwohl Schumacher auf der sauberen Seite der Strecke startete, erwischte er im Vergleich zu Hills Williams einen schlechten Start, schaffte es aber, später als Hill zu bremsen, sodass er in Kurve 1 die Führung vor Hill, Coulthard, Berger, Ukyō Katayama und Brundle zurückerobern konnte. Die Jordans von Eddie Irvine und Rubens Barrichello waren schnell und überholten Brundle und Katayama, aber die Jordan-Teamkollegen kollidierten in der zweiten Kurve und trafen auch Katayama, was alle drei Fahrer zwang, sofort aufzugeben.
Jean Alesi konnte Olivier Panis als Sechster überholen. An der Reihenfolge änderte sich nach der ersten Runde der Boxenstopps nichts, aber schließlich gab es hinten Action, als Berger ins Stocken geriet, was ihn hinter Brundle, Alesi und Verstappen zurückfallen ließ. Ferraris Pech ging weiter, als Alesis Motor in Runde 59 ausfiel und Öl auf der Strecke zurückblieb, was dazu führte, dass Coulthard ins Schleudern geriet und eine Runde später vom dritten Platz aus in die Mauer rutschte, während der andere Ferrari von Berger in derselben Runde ebenfalls mit einem Motorschaden ausfiel.
Brundle blieb in der letzten Runde aufgrund eines Stromausfalls stehen, wodurch er einen Podestplatz an Verstappen hinter ihm verlor. Schumacher holte seinen siebten Saisonsieg vor Hill, Teamkollege Verstappen, Brundle, Mark Blundell für Tyrrell und Panis, der für Ligier den sechsten Platz belegte.
In der Fahrer- und Konstrukteurswertung blieben die ersten drei Positionen unverändert.

## Meldeliste
| Team                      | Nr. | Fahrer                | Chassis        | Motor                 | Reifen |
| ------------------------- | --- | --------------------- | -------------- | --------------------- | ------ |
| Rothmans Williams Renault | 0   | Damon Hill            | Williams FW16  | Renault 3.5 V10       | G      |
| Rothmans Williams Renault | 02  | David Coulthard       | Williams FW16  | Renault 3.5 V10       | G      |
| Tyrrell                   | 03  | Ukyō Katayama         | Tyrrell 022    | Yamaha 3.5 V10        | G      |
| Tyrrell                   | 04  | Mark Blundell         | Tyrrell 022    | Yamaha 3.5 V10        | G      |
| Mild Seven Benetton Ford  | 05  | Michael Schumacher    | Benetton B194  | Ford Zetec-R 3.5 V8   | G      |
| Mild Seven Benetton Ford  | 06  | Jos Verstappen        | Benetton B194  | Ford Zetec-R 3.5 V8   | G      |
| Marlboro McLaren Peugeot  | 07  | Philippe Alliot       | McLaren MP4/9  | Peugeot 3.5 V10       | G      |
| Marlboro McLaren Peugeot  | 08  | Martin Brundle        | McLaren MP4/9  | Peugeot 3.5 V10       | G      |
| Footwork Ford             | 09  | Christian Fittipaldi  | Footwork FA15  | Ford HB 3.5 V8        | G      |
| Footwork Ford             | 10  | Gianni Morbidelli     | Footwork FA15  | Ford HB 3.5 V8        | G      |
| Team Lotus                | 11  | Alessandro Zanardi    | Lotus 107C     | Mugen-Honda 3.5 V10   | G      |
| Team Lotus                | 12  | Johnny Herbert        | Lotus 107C     | Mugen-Honda 3.5 V10   | G      |
| Sasol Jordan              | 14  | Rubens Barrichello    | Jordan 194     | Hart 3.5 V10          | G      |
| Sasol Jordan              | 15  | Eddie Irvine          | Jordan 194     | Hart 3.5 V10          | G      |
| Tourtel Larrousse F1      | 19  | Olivier Beretta       | Larrousse LH94 | Ford HB 3.5 V8        | G      |
| Tourtel Larrousse F1      | 20  | Érik Comas            | Larrousse LH94 | Ford HB 3.5 V8        | G      |
| Minardi Scuderia Italia   | 23  | Pierluigi Martini     | Minardi M193B  | Ford HB 3.5 V8        | G      |
| Minardi Scuderia Italia   | 24  | Michele Alboreto      | Minardi M193B  | Ford HB 3.5 V8        | G      |
| Ligier Gitanes Blondes    | 25  | Éric Bernard          | Ligier JS39B   | Renault 3.5 V10       | G      |
| Ligier Gitanes Blondes    | 26  | Olivier Panis         | Ligier JS39B   | Renault 3.5 V10       | G      |
| Scuderia Ferrari SpA      | 27  | Jean Alesi            | Ferrari 412T1  | Ferrari 3.5 V12       | G      |
| Scuderia Ferrari SpA      | 28  | Gerhard Berger        | Ferrari 412T1  | Ferrari 3.5 V12       | G      |
| Broker Sauber Mercedes    | 29  | Andrea de Cesaris     | Sauber C13     | Mercedes-Benz 3.5 V10 | G      |
| Broker Sauber Mercedes    | 30  | Heinz-Harald Frentzen | Sauber C13     | Mercedes-Benz 3.5 V10 | G      |
| MTV Simtek Ford           | 31  | David Brabham         | Simtek S941    | Ford HB 3.5 V8        | G      |
| MTV Simtek Ford           | 32  | Jean-Marc Gounon      | Simtek S941    | Ford HB 3.5 V8        | G      |
| Pacific Grand Prix Ltd    | 33  | Paul Belmondo         | Pacific PR01   | Ilmor 3.5 V10         | G      |
| Pacific Grand Prix Ltd    | 34  | Bertrand Gachot       | Pacific PR01   | Ilmor 3.5 V10         | G      |

## Klassifikationen

### Qualifying
| Pos. | Fahrer                | Konstrukteur      | Q1       | Q2       | Start |
| ---- | --------------------- | ----------------- | -------- | -------- | ----- |
| 01   | Michael Schumacher    | Benetton-Ford     | 1:19,479 | 1:18,258 | 01    |
| 02   | Damon Hill            | Williams-Renault  | 1:19,700 | 1:18,824 | 02    |
| 03   | David Coulthard       | Williams-Renault  | 1:20,395 | 1:20,205 | 03    |
| 04   | Gerhard Berger        | Ferrari           | 1:21,009 | 1:20,219 | 04    |
| 05   | Ukyō Katayama         | Tyrrell-Yamaha    | 1:21,877 | 1:20,232 | 05    |
| 06   | Martin Brundle        | McLaren-Peugeot   | 1:20,819 | 1:20,629 | 06    |
| 07   | Eddie Irvine          | Jordan-Hart       | 1:21,406 | 1:20,698 | 07    |
| 08   | Heinz-Harald Frentzen | Sauber-Mercedes   | 1:22,268 | 1:20,858 | 08    |
| 09   | Olivier Panis         | Ligier-Renault    | 1:23,244 | 1:20,858 | 09    |
| 10   | Rubens Barrichello    | Jordan-Hart       | 1:21,498 | 1:20,952 | 10    |
| 11   | Mark Blundell         | Tyrrell-Yamaha    | 1:21,731 | 1:20,984 | 11    |
| 12   | Jos Verstappen        | Benetton-Ford     | 1:21,141 | 9:03,939 | 12    |
| 13   | Jean Alesi            | Ferrari           | 1:21,280 | 1:21,206 | 13    |
| 14   | Philippe Alliot       | McLaren-Peugeot   | 1:22,915 | 1:21,498 | 14    |
| 15   | Pierluigi Martini     | Minardi-Ford      | 1:24,440 | 1:21,837 | 15    |
| 16   | Christian Fittipaldi  | Footwork-Ford     | 1:22,375 | 1:21,873 | 16    |
| 17   | Andrea de Cesaris     | Sauber-Mercedes   | 1:23,573 | 1:21,946 | 17    |
| 18   | Éric Bernard          | Ligier-Renault    | 1:23,269 | 1:22,038 | 18    |
| 19   | Gianni Morbidelli     | Footwork-Ford     | 1:22,311 | 1:30,262 | 19    |
| 20   | Michele Alboreto      | Minardi-Ford      | 1:22,379 | 1:22,379 | 20    |
| 21   | Érik Comas            | Larrousse-Ford    | 1:22,754 | 1:22,487 | 21    |
| 22   | Alessandro Zanardi    | Lotus-Mugen-Honda | 1:23,361 | 1:22,513 | 22    |
| 23   | David Brabham         | Simtek-Ford       | 1:24,181 | 1:22,614 | 23    |
| 24   | Johnny Herbert        | Lotus-Mugen-Honda | 1:23,306 | 1:22,705 | 24    |
| 25   | Olivier Beretta       | Larrousse-Ford    | 1:24,645 | 1:22,899 | 25    |
| 26   | Jean-Marc Gounon      | Simtek-Ford       | 1:26,678 | 1:24,191 | 26    |
| DNQ  | Bertrand Gachot       | Pacific-Ilmor     | 1:26,521 | 1:24,908 | –     |
| DNQ  | Paul Belmondo         | Pacific-Ilmor     | 1:28,334 | 1:26,275 | –     |

## Rennen
| Pos. | Fahrer                | Konstrukteur      | Runden | Stopps | Zeit        | Start | Schnellste Runde |
| ---- | --------------------- | ----------------- | ------ | ------ | ----------- | ----- | ---------------- |
| 01   | Michael Schumacher    | Benetton-Ford     | 77     | 3      | 1:48:00,185 | 01    | 1:20,881 (05.)   |
| 02   | Damon Hill            | Williams-Renault  | 77     | 2      | + 20,827    | 02    | 1:21,520 (06.)   |
| 03   | Jos Verstappen        | Benetton-Ford     | 77     | 2      | + 1:10,329  | 12    | 1:23,021 (45.)   |
| 04   | Martin Brundle        | McLaren-Peugeot   | 76     | 2      | DNF         | 06    | 1:22,739 (45.)   |
| 05   | Mark Blundell         | Tyrrell-Yamaha    | 76     | 1      | + 1 Runde   | 11    | 1:23,964 (25.)   |
| 06   | Olivier Panis         | Ligier-Renault    | 76     | 2      | + 1 Runde   | 09    | 1:23,466 (05.)   |
| 07   | Michele Alboreto      | Minardi-Ford      | 75     | 2      | + 2 Runden  | 20    | 1:23,697 (44.)   |
| 08   | Érik Comas            | Larrousse-Ford    | 75     | 2      | + 2 Runden  | 21    | 1:24,012 (43.)   |
| 09   | Olivier Beretta       | Larrousse-Ford    | 75     | 2      | + 2 Runden  | 25    | 1:24,130 (21.)   |
| 10   | Éric Bernard          | Ligier-Renault    | 75     | 1      | + 2 Runden  | 18    | 1:24,442 (57.)   |
| 11   | David Brabham         | Simtek-Ford       | 74     | 2      | + 3 Runden  | 23    | 1:25,137 (12.)   |
| 12   | Gerhard Berger        | Ferrari           | 72     | 1      | DNF         | 04    | 1:22,490 (05.)   |
| 13   | Alessandro Zanardi    | Lotus-Mugen-Honda | 72     | 3      | + 5 Runden  | 22    | 1:25,151 (60.)   |
| 14   | Christian Fittipaldi  | Footwork-Ford     | 69     | 1      | DNF         | 16    | 1:23,909 (63.)   |
| –    | David Coulthard       | Williams-Renault  | 59     | 2      | DNF         | 03    | 1:22,471 (12.)   |
| –    | Jean Alesi            | Ferrari           | 58     | 2      | DNF         | 13    | 1:23,023 (44.)   |
| –    | Pierluigi Martini     | Minardi-Ford      | 58     | 2      | DNF         | 15    | 1:24,146 (28.)   |
| –    | Heinz-Harald Frentzen | Sauber-Mercedes   | 39     | 1      | DNF         | 08    | 1:23,509 (07.)   |
| –    | Johnny Herbert        | Lotus-Mugen-Honda | 34     | 0      | DNF         | 24    | 1:25,850 (09.)   |
| –    | Andrea de Cesaris     | Sauber-Mercedes   | 30     | 1      | DNF         | 17    | 1:24,686 (15.)   |
| –    | Gianni Morbidelli     | Footwork-Ford     | 30     | 1      | DNF         | 19    | 1:24,704 (17.)   |
| –    | Philippe Alliot       | McLaren-Peugeot   | 21     | 1      | DNF         | 14    | 1:24,609 (15.)   |
| –    | Jean-Marc Gounon      | Simtek-Ford       | 9      | 1      | DNF         | 26    | 1:26,616 (05.)   |
| –    | Ukyō Katayama         | Tyrrell-Yamaha    | 0      | 0      | DNF         | 05    | –                |
| –    | Eddie Irvine          | Jordan-Hart       | 0      | 0      | DNF         | 07    | –                |
| –    | Rubens Barrichello    | Jordan-Hart       | 0      | 0      | DNF         | 10    | –                |

## WM-Stände nach dem Rennen
Die ersten sechs Fahrer jedes Rennens bekamen 10, 6, 4, 3, 2 bzw. 1 Punkt(e).

### Fahrerwertung
| Pos. | Fahrer                | Konstrukteur                  | Punkte |
| ---- | --------------------- | ----------------------------- | ------ |
| 01   | Michael Schumacher    | Benetton-Ford                 | 76     |
| 02   | Damon Hill            | Williams-Renault              | 45     |
| 03   | Gerhard Berger        | Ferrari                       | 27     |
| 04   | Jean Alesi            | Ferrari                       | 19     |
| 05   | Rubens Barrichello    | Jordan-Hart                   | 10     |
| 06   | Martin Brundle        | McLaren-Peugeot               | 9      |
| 07   | Mika Häkkinen         | McLaren-Peugeot               | 8      |
| 08   | Olivier Panis         | Ligier-Renault                | 7      |
| 09   | Nicola Larini         | Ferrari                       | 6      |
| 10   | Mark Blundell         | Tyrrell-Yamaha                | 6      |
| 11   | Christian Fittipaldi  | Footwork-Ford                 | 6      |
| 12   | Heinz-Harald Frentzen | Sauber-Mercedes               | 5      |
| 13   | Ukyō Katayama         | Tyrrell-Yamaha                | 5      |
| 14   | Éric Bernard          | Ligier-Renault                | 4      |
| 15   | Jos Verstappen        | Benetton-Ford                 | 4      |
| 16   | Karl Wendlinger       | Sauber-Mercedes               | 4      |
| 17   | Andrea de Cesaris     | Jordan-Hart / Sauber-Mercedes | 4      |
| 18   | Pierluigi Martini     | Minardi-Ford                  | 4      |
| 19   | David Coulthard       | Williams-Renault              | 4      |

| Pos. | Fahrer              | Konstrukteur      | Punkte |
| ---- | ------------------- | ----------------- | ------ |
| 20   | Gianni Morbidelli   | Footwork-Ford     | 2      |
| 21   | Érik Comas          | Larrousse-Ford    | 2      |
| 22   | Michele Alboreto    | Minardi-Ford      | 1      |
| 23   | JJ Lehto            | Benetton-Ford     | 1      |
| 24   | Eddie Irvine        | Jordan-Hart       | 1      |
| 25   | Johnny Herbert      | Lotus-Mugen-Honda | 0      |
| 26   | Olivier Beretta     | Larrousse-Ford    | 0      |
| 27   | Pedro Lamy          | Lotus-Mugen-Honda | 0      |
| 28   | Alessandro Zanardi  | Lotus-Mugen-Honda | 0      |
| 29   | Jean-Marc Gounon    | Simtek-Ford       | 0      |
| 30   | David Brabham       | Simtek-Ford       | 0      |
| 31   | Roland Ratzenberger | Simtek-Ford       | 0      |
| –    | Bertrand Gachot     | Pacific-Ilmor     | 0      |
| –    | Ayrton Senna        | Williams-Renault  | 0      |
| –    | Paul Belmondo       | Pacific-Ilmor     | 0      |
| –    | Aguri Suzuki        | Jordan-Hart       | 0      |
| –    | Nigel Mansell       | Williams-Renault  | 0      |
| –    | Philippe Alliot     | McLaren-Peugeot   | 0      |

### Konstrukteurswertung
| Pos. | Konstrukteur     | Punkte |
| ---- | ---------------- | ------ |
| 01   | Benetton-Ford    | 81     |
| 02   | Ferrari          | 52     |
| 03   | Williams-Renault | 49     |
| 04   | McLaren-Peugeot  | 17     |
| 05   | Jordan-Hart      | 14     |
| 06   | Ligier-Renault   | 11     |
| 07   | Tyrrell-Yamaha   | 11     |

| Pos. | Konstrukteur      | Punkte |
| ---- | ----------------- | ------ |
| 08   | Sauber-Mercedes   | 10     |
| 09   | Footwork-Ford     | 8      |
| 10   | Minardi-Ford      | 5      |
| 11   | Larrousse-Ford    | 2      |
| 12   | Lotus-Mugen-Honda | 0      |
| 13   | Simtek-Ford       | 0      |
| –    | Pacific-Ilmor     | 0      |